# جاكوب نيكول
جاكوب نيكول (بالإنجليزية: Jacob Nicol)‏ هو محامي وسياسي كندي، ولد في 25 أبريل 1876 في كندا، وتوفي في 23 سبتمبر 1958 في شيربروك في كندا. حزبياً، نشط في الحزب الليبرالي الكندي وحزب كيبيك الليبرالي. وقد انتخب عضو الجمعية الوطنية في كيبك ‏ وانتخب عضو مجلس الشيوخ الكندي.